# Tamarite de Litera
Tamarite de Litera é um município da Espanha na província de Huesca, comunidade autónoma de Aragão, de área 110,6 km² com população de 3703 habitantes (2007) e densidade populacional de 33,29 hab/km².

## Demografia
| Variação demográfica do município entre 1991 e 2004 | Variação demográfica do município entre 1991 e 2004 | Variação demográfica do município entre 1991 e 2004 | Variação demográfica do município entre 1991 e 2004 |
| --------------------------------------------------- | --------------------------------------------------- | --------------------------------------------------- | --------------------------------------------------- |
| 1991                                                | 1996                                                | 2001                                                | 2004                                                |
| 4091                                                | 3867                                                | 3655                                                | 3673                                                |